# バンダ海

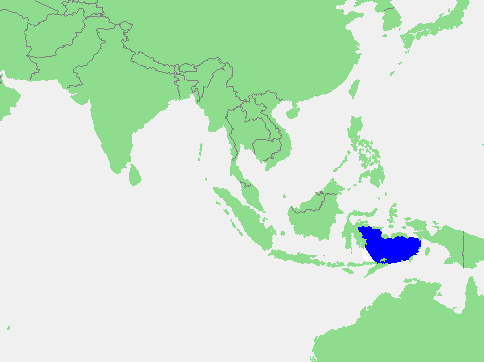
バンダ海

バンダ海（バンダかい、Banda Sea）は、太平洋西部にある海。広さは東西約1,000km、南北約500km。インドネシアの島嶼によって、境界が形成されており、北から時計回りにモルッカ諸島、カイ諸島、タニンバル諸島、ソロール諸島、ブトン島、スラウェシ島がある。海域内には大きな島嶼はなく、バンダ諸島などの小規模な諸島のみが分布している。接続している海域は、北にセラム海、東にアラフラ海、西にフロレス海がある。
海底地形は、北部バンダ海盆、南部バンダ海盆、ウェーバー海盆等で構成されている。水深は深く、4,000m前後の範囲が広く、海域東部では6,000mを超えるところがある。

## 地震
地震活動が活発な地域であり、1938年2月にはバンダ海東部を震源としたマグニチュード8.5の地震(en)が発生している。2005年,2006年にも地震が発生しており、2009年10月24日にはマグニチュード6.9、2012年12月11日にはマグニチュード7.1の地震が発生している。